# Pflanzenneurobiologie
Pflanzenneurobiologie versteht sich als neues, interdisziplinäres Forschungsgebiet, das in Verbindung mit der Frage, wie Pflanzen ihre Umwelt wahrnehmen und darauf reagieren, die pflanzliche Kommunikation und Signalverarbeitung untersucht. Diese erfolgt sowohl auf elektrischer als auch auf molekularer Ebene. Dabei wird angenommen, dass die beteiligten anatomischen Strukturen und physiologischen Vorgänge denjenigen von Tieren in vielerlei Hinsicht entsprechen. Die verwendeten Begriffe wie auch etliche der Schlüsse, die die Vertreter der Pflanzenneurobiologie ziehen und die bis zur Postulierung von „plant synapses“ (pflanzlichen Synapsen) und einer „plant intelligence“ (pflanzlicher Intelligenz) reichen, sind umstritten. Von einer Mehrheit der Pflanzenphysiologen werden sie kritisiert oder abgelehnt.

## Initiatoren und Ziel
Um auf Veränderungen der Umweltbedingungen reagieren zu können, seien es Schwankungen des Licht-, Wasser- oder Nährstoffangebots oder auch Bedrohungen durch Schädlinge, benötigt der zumeist vielzellige Pflanzenkörper Sensoren und Systeme zur Informationsaufnahme und koordinierten Signalweiterleitung von Zelle zu Zelle. Da nach Ansicht einiger Wissenschaftler Entsprechungen zwischen Tier und Pflanze in dieser Hinsicht bislang unzureichend berücksichtigt wurden, führten sie – auch unter Verweis auf bereits Jahrzehnte zurückliegende Untersuchungen zur elektrophysiologischen Signalverarbeitung bei Pflanzen – Anfang des 21. Jahrhunderts den Begriff „Pflanzenneurobiologie“ („plant neurobiology“) in den wissenschaftlichen Diskurs ein.
Zu den Initiatoren dieser Forschungsrichtung und zugleich ersten Verfechtern des Begriffes zählen Arbeitsgruppen bzw. Institute der Universität Bonn (Institut für Zelluläre & Molekulare Botanik, Arbeitsgruppe Cytoskeleton-Membrane Interactions) und der Universität Florenz (International Laboratory of Plant Neurobiology). Dem ersten Internationalen Symposium zum Thema Pflanzenneurobiologie 2005 in Florenz folgten in den nächsten Jahren weitere (2011 das sechste in Japan). Ebenfalls 2005 wurde die „Society for Plant Neurobiology“ gegründet (2009 umbenannt in „Society of Plant Signaling and Behavior“), 2006 rief diese Gesellschaft als Fachorgan die Zeitschrift Plant Signaling & Behavior ins Leben.
Die Pflanzenneurobiologie versteht sich als interdisziplinären Forschungsansatz, in dem Ergebnisse aus Feldern wie Elektrophysiologie, Zellbiologie, Molekularbiologie und Ökologie zusammenlaufen. Sie befasst sich mit der Frage, wie Pflanzen ihre Umwelt wahrnehmen und darauf ganzheitlich reagieren. Ziel ist damit auch ein besseres Verständnis, wie Verknüpfung und Prozessierung von Informationen den Stoffwechsel und das Wachstum von Pflanzen regulieren.

## Grundlagen

Reaktion einer Mimose auf mechanischen Reiz

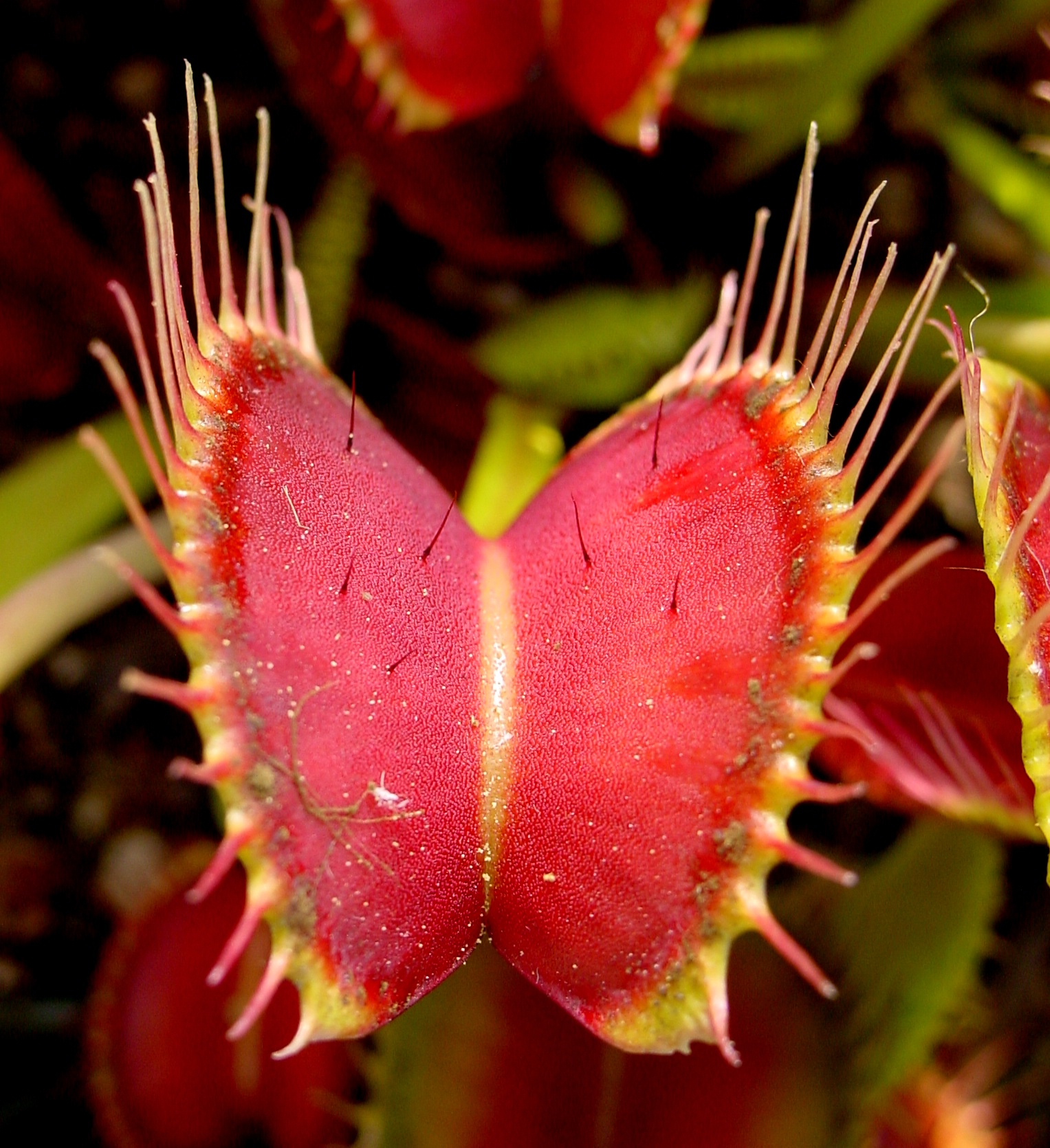
Fangblatt der Venusfliegenfalle (mit Fühlborsten)

Die Pflanzenneurobiologie beruft sich häufig auf die Ende des 19. Jahrhunderts aufgestellte „root-brain“-Hypothese von Charles und Francis Darwin, wonach Wurzelspitzen von Pflanzen wie Gehirne niederer Tiere agieren. Daher gilt ihre besondere Aufmerksamkeit den pflanzlichen Wurzelspitzen, die unter anderem über Mechanismen zur Schwerkraft-Wahrnehmung verfügen. Unter Betonung von Analogien zwischen Tier und Pflanze vertritt die Pflanzenneurobiologie die Ansicht, die mit Sinnesorganen und Fähigkeit zur Nahrungsaufnahme ausgestattete Wurzel bilde das vordere Ende der Pflanze, der Spross hingegen das hintere. Pflanzen steckten demnach gewissermaßen mit dem „Kopf“ im Boden.
Die Feststellung, dass elektrische Signale in Form von Aktionspotentialen nicht nur auf tierische Zellen beschränkt sind, sondern auch bei Pflanzen auftreten können, geht ebenfalls auf das 19. Jahrhundert zurück. Als Erster beschrieb 1873 der englische Physiologe John Scott Burdon-Sanderson elektrische Signale bei Pflanzen. Zunächst wurde angenommen, dies sei auf Pflanzen mit bekannt rascher Reaktion auf mechanische Reize beschränkt, etwa die Mimose (Mimosa pudica), die Venusfliegenfalle (Dionaea muscipula) oder Ranken von Kletterpflanzen. In den 1930er-Jahren konnten Aktionspotentiale jedoch auch bei Riesen-Internodialzellen von Armleuchteralgen gemessen werden. In neuerer Zeit wurden elektrische Aktivitäten auf zellulärer Ebene auch bei etlichen weiteren Pflanzenarten, etwa Kürbisgewächsen, mit Hilfe der Patch-Clamp-Technik, einer elektrophysiologischen Messmethode, nachgewiesen.
Früh begann auch die Suche nach pflanzlichen Strukturen, die bei Pflanzen die Rolle der tierischen Nerven übernehmen sollten. Sie konzentrierte sich auf die pflanzlichen Leitbündel, und experimentelle Befunde legten nahe, dass sich entlang dieser auch über größere Strecken hinweg elektrische Signale ausbreiten können. Der österreichische Botaniker Gottlieb Haberlandt (1854–1945) und andere sahen im Phloem Analogien zu Nerven. Andere Strukturen, die über mehrere Zellen hinwegreichen, fanden sich später etwa in Pflanzenwurzeln oder zwischen den gestielten Drüsenhaaren und den ungestielten, Verdauungssekrete produzierenden Drüsen bei Arten der insektivoren Gattung Fettkraut (Pinguicula). Dennoch herrschte in der Pflanzenphysiologie weiter die Ansicht vor, dass Pflanzen grundsätzlich keine Nerven besitzen und Signale über längere Strecken hauptsächlich chemisch weitergeleitet werden. Bestärkt wurde diese Theorie durch die Entdeckung der Phytohormone. Auch wurden pflanzliche Zellen wegen ihrer physikalisch-strukturellen Eigenschaften wie Turgor oder dicke Zellwände zur Weiterleitung elektrischer Impulse als grundsätzlich ungeeignet angesehen.
Kontroverse Publikationen wie das 1973 veröffentlichte Buch Das geheime Leben der Pflanzen von Peter Tompkins und Christopher Bird, das auch paranormale Erscheinungen behandelte und Pflanzen Emotionen zuschrieb, bewirkten aus Sicht der Pflanzenneurobiologie, dass die Erforschung pflanzlicher Sinnesleistungen in der Wissenschaft mit einem „Stigma des Esoterischen“ versehen und dadurch zusätzlich behindert wurde.

## Zentrale Themen
Zentrale Themen bzw. Forschungsschwerpunkte der Pflanzenneurobiologie bilden insbesondere die – vielfach noch unverstandenen – komplexen Vorgänge der pflanzlichen interzellulären Signalverarbeitung, die jedoch nicht nur auf elektrischer Basis, sondern auch auf molekularer Ebene erfolgt.

### Elektrische Signalweiterleitung
Seit den Erkenntnissen von John Scott Burdon-Sanderson wurden an zahlreichen Pflanzenarten elektrische Signale nachgewiesen (s. o.). Damit gekoppelte Ionenkanäle und Transportsysteme in Zellmembranen sind ebenfalls bekannt. Eine ihrer zentralen Forschungsaufgaben sieht die Pflanzenneurobiologie in der Übertragung dieser Ergebnisse auf das Verständnis der elektrischen Reizübertragung über weitere Strecken.
Pflanzen bedienen sich offenbar zweierlei Formen der elektrischen Signalweiterleitung. Beide sind durch vorübergehende Depolarisation des Membranpotentials gekennzeichnet und besitzen eine Refraktärzeit (Zeitraum, in dem die erregte Zelle nicht erneut auf einen Reiz reagieren kann): Die Fangblätter der Venusfliegenfalle (Dionaea) oder der Wasserfalle (Aldrovanda) sowie auch einige niedere Pflanzen erzeugen omnidirektionale (in alle Richtungen laufende) Aktionspotentiale; verbreiteter sind aber direktionale (in eine Richtung laufende) Aktionspotentiale entlang der Leitgefäße bei höheren Pflanzen. Hinzu kommen als zweiter Typus sogenannte „Slow Wave Potentials“. Während Aktionspotentiale einem Alles-oder-nichts-Prinzip folgen, können Slow Wave Potentials variable Größe besitzen. Sie folgen hydraulischen Druckschwankungen des Xylems entlang der Pflanzenachse. Pflanzliche Aktionspotentiale sind mit Calcium-, Chlorid- und Kaliumkanälen in den Zellmembranen gekoppelt, dagegen scheinen bei Slow Wave Potentials andere Mechanismen beteiligt zu sein. Bei der Suche nach den anatomischen Strukturen, die bei Pflanzen die Funktion tierischer Nerven übernehmen, sind vor allem Siebröhren, Geleitzellen, die bei Schmetterlingsblütlern beschriebenen Forisomen (Proteinkomplexe im Phloem) sowie Verbindungskanäle zwischen Zellen (Plasmodesmata) näher zu untersuchen. Wie die bislang beobachteten elektrischen Vorgänge mit den vielfältigen Reaktionen der Pflanze auf ihre Umwelt zusammenhängen, ist noch weitgehend ungeklärt.

### Transmitterartige Substanzen
Im pflanzlichen Organismus wurden Moleküle gefunden, die offenbar ähnliche Rollen übernehmen wie Neurorezeptoren und Neurotransmitter im tierischen Nervensystem. So konnten die bei Tieren bekannten Neurotransmitter(-Gruppen) Acetylcholine, Catecholamine, Histamine, Serotonin, Dopamin, Melatonin, GABA und Glutamat sämtlich auch bei Pflanzen nachgewiesen werden. Bislang ist weitgehend unbekannt, ob diese Stoffe nur im Stoffwechsel oder auch bei der pflanzlichen Reizverarbeitung eine Rolle spielen. Zumindest für Glutamat scheint dies durch die Entdeckung entsprechender Rezeptoren wahrscheinlich. Bei GABA und Acetylcholin gibt es ebenfalls Hinweise, dass sie auch bei Pflanzen als Transmitter fungieren. Vertreter der Pflanzenneurobiologie beschrieben in pflanzlichem Wurzelgewebe zudem interzelluläre Spalten, denen sie als „plant synapses“ Eigenschaften tierischer neuronaler Synapsen zusprechen. Da Pflanzenwurzeln hochempfindlich auf das neurotoxische Aluminium reagieren, dem auch bei der Alzheimer-Krankheit eine Rolle zugeschrieben wird, könnten diese wegen ihrer neuronalen Eigenschaften zudem zum besseren Verständnis dieser Erkrankung beitragen.

### Bedeutung von Auxin
Die Pflanzenneurobiologie sieht in dem bereits länger bekannten Phytohormon Auxin, das vielfältige Aufgaben bei Pflanzenwachstum und -differenzierung übernimmt, auch eine neurotransmitterartige Substanz. Für Auxin stehen effektive Zell-zu-Zell-Transportmechanismen zur Verfügung, die sowohl den intrazellulären Raum (Symplast) wie auch Zellwände und -zwischenräume (Apoplast) umfassen. Offenbar wird ein Transport durch die zytoplasmatischen Kanäle der Plasmodesmata aktiv vermieden, was den polaren Transport durch den Apoplast begünstigt. Allerdings ist dieser transzelluläre Transport noch schlecht verstanden, vermutet werden vesikel-basierte Prozesse (Endosomen) und die Beteiligung spezieller Auxin-Transportmoleküle. Insgesamt spricht aus Sicht der Pflanzenneurobiologie für die Ähnlichkeit zwischen Auxin und Neurotransmittern tierischer Nervenzellen auch die Beobachtung, dass extrazellulär appliziertes Auxin rasche elektrische Antworten an Zellen binnen weniger Sekunden hervorruft. Offenbar wirken hierbei andere Mechanismen als bei der Langzeit-Antwort im Rahmen der phytohormonalen Auxin-Wirkungen auf die Transkription (einem wichtigen Zwischenschritt bei der „Übersetzung“ von Genen in Proteine).

### Verbindungen zur Verhaltensforschung und Ökologie
In der Zoologie ist das Konzept der Neurobiologie eng mit der Verhaltensforschung verknüpft, aber auch mit dem Verhalten ganzer tierischer Gemeinschaften. In ähnlicher Weise sucht auch die Pflanzenneurobiologie nach den Signalen, die nicht nur die individuelle Pflanze, sondern ganze Pflanzengemeinschaften oder -gesellschaften koordinieren und steuern, etwa hinsichtlich einer Beeinflussung der mikrobiologischen Gemeinschaften ihres Wurzelraumes (Rhizosphäre). So betrachtet die Pflanzenneurobiologie Pflanzen als territoriale, mit Tieren vergleichbare „behavioural organisms“ (also mit Verhalten ausgestattete Organismen), die Fähigkeiten zur Aufnahme, Speicherung, Teilung, Verarbeitung und Nutzung von Informationen aus der biotischen (lebenden) und abiotischen (unbelebten) Umwelt besitzen. Dies wurde wegen der gegenüber Tieren um Größenordnungen verlangsamten Zeit- bzw. Reaktionsabläufe aus Sicht der Pflanzenneurobiologie lange verkannt. Der Frage, wie Pflanzen all diese Informationen erwerben und in ihr Antwortverhalten integrieren, gelten wesentliche Untersuchungsschwerpunkte der Pflanzenneurobiologie. Diese umfassen auch ökologische Fragestellungen, etwa nach den Interaktionen und Erkennungsmechanismen, wie sie zwischen Pflanzen gleicher und verschiedener Art stattfinden.

### Pflanzliche Intelligenz
Die Pflanzenneurobiologie konstatiert, dass Pflanzen zumindest viele der Komponenten besitzen, die sich auch in tierischen Nervensystemen finden und greift in dieser Konsequenz auch die Frage nach einer „plant intelligence“ (pflanzlichen Intelligenz) auf. Sie bezieht sich dabei auch auf den indischen Naturwissenschaftler Jagadish Chandra Bose (1858–1937), der aus der Beobachtung elektrischer Signale zwischen Pflanzenzellen als Reaktion auf Umwelteinflüsse schloss, dass diese über ein Nervensystem, eine Form von Intelligenz sowie über Erinnerungs- und Lernvermögen verfügen müssten. Dementsprechend bemüht sich die Pflanzenneurobiologie um entsprechend breite Definitionen, die es erlauben, auch Pflanzen Intelligenz zuzusprechen. So sei Intelligenz definiert durch detaillierte sensorische Wahrnehmung, Informationsverarbeitung, Lernen, Gedächtnis, optimierte Erschließung von (Nahrungs-)Ressourcen, Selbsterkennung, Vorausschau und die Fähigkeit zur Problemlösung in wiederkehrenden und neuen Situationen. Alle diese Eigenschaften träfen auch auf Pflanzen zu. Im Jahr 2020 untersuchte Paco Calvo, ob grüne Bohnen bewusst zu unterstützenden Strukturen hinwachsen und interpretierte die Ergebnisse als Hinweise auf komplexes Verhalten.

## Wissenschaftliche Kontroversen
2007 wandten sich 36 Wissenschaftler von 33 verschiedenen Institutionen mit einem in der Zeitschrift Trends in Plant Science publizierten Brief an die Fachöffentlichkeit (mit David G. Robinson, Direktor des Heidelberg Institute for Plant Science, als korrespondierendem Autor). Unter dem Titel Plant neurobiology: no brain, no gain? (ein Wortspiel mit dem englischen „no pain, no gain“ – „ohne Fleiß kein Preis“) wurde zunächst grundsätzlich der Begriff „Pflanzenneurobiologie“ kritisiert, der kaum zum besseren Verständnis pflanzenphysiologischer Vorgänge beitrage. Ferner wurden etliche Grundannahmen dieser Forschungsrichtung in Zweifel gezogen. Ihren Verfechtern wird insbesondere die unzulässige Übertragung von Gemeinsamkeiten zwischen tierischen und pflanzlichen Zellen auf molekularer Ebene (wie dem Vorhandensein von Aktionspotentialen oder neurotransmitterartiger Substanzen) auf höhere funktionale Ebenen (wie Gewebe oder Organe) vorgehalten. Wegen der bei Pflanzen häufigen zellulären Verbindungen (Plasmodesmata) entsprächen Transport und Funktionsweise neurotransmitterähnlicher Stoffe nicht den Verhältnissen bei tierischen Zellen, überdies seien infolge der dadurch zwangsläufig engen elektrischen Kopplung von Pflanzenzellen Transmittersubstanzen gar nicht erforderlich. Weiterhin werden die bislang bekannten Auxintransportmoleküle für den Transport dieses Phytohormons als ausreichend angesehen, für – bislang kaum belegte – zusätzliche vesikuläre Transportmechanismen bestehe keine Notwendigkeit. Fänden tatsächlich vesikuläre Transporte von Zelle zu Zelle bei Pflanzen statt, dürfe dies keineswegs Vorgängen an tierischen Nerven und Synapsen gleichgesetzt werden. Unter dem Vorwurf oberflächlicher Analogiebildung wird betont, es existierten keinerlei Belege dafür, dass Pflanzen tatsächlich Neurone, Synapsen oder gar ein Gehirn besitzen würden. Die Breite der in dem Brief vertretenen Institutionen (aus Italien, Deutschland, Schweiz, Kanada, USA, Frankreich, Großbritannien und den Niederlanden) verdeutlicht, dass das Konzept der Pflanzenneurobiologie in Fachkreisen mehrheitlich abgelehnt wird.
In Antworten auf diese Kritik betonte die wissenschaftliche Gegenseite unter anderem, es handele sich bei den von ihr verwendeten Begrifflichkeiten um Metaphern. Diese hätten sich bereits in früheren Fällen als nützlich erwiesen und würden generell das Forschungsinteresse auf neuartige Fragestellungen lenken. Dabei wurde neben Darwins „root-brain“-Hypothese (also der Annahme, dass sich Wurzelspitzen verhielten, als hätten sie ein Gehirn) auch auf die Nobelpreisträgerin Barbara McClintock und deren Metapher von einer „genetic intelligence“ verwiesen. Letztlich ginge es weniger um Begriffe als um Phänomene, die von der Botanik bislang übersehen worden seien.
2009 erschien in der angesehenen Zeitschrift Proceedings of the National Academy of Sciences ein unter anderem von Mitarbeitern des International Laboratory of Plant Neurobiology der Universität Florenz verfasster Artikel. Demnach wurden in den Spitzen von Maiswurzeln zeitlich synchronisierte, spontane elektrische Oszillationen gemessen. Diese Beobachtung ist nach Ansicht der Autoren ein deutliches Zeichen dafür, dass die pflanzliche Wurzelspitze als Sensorbereich für diverse Sinneswahrnehmungen aus der Umgebung fungiert. Der Pflanzenelektrophysiologe Dietrich Gradmann (Universität Göttingen, emeritiert) warf den Autoren daraufhin methodisch-experimentelle Defizite und Fehlinterpretationen von Artefakten und den Herausgebern der Zeitschrift Mängel beim Reviewverfahren vor; der Artikel müsse zurückgezogen werden.
Manche betrachten die Terminologie der Pflanzenneurobiologie mit ihrer „zoomorphen Aufladung“ kritisch, da sie die Grundverschiedenheit der Pflanzen als autotrophe Lebewesen zu den heterotrophen Tieren verwische. Dabei wird die Frage nach dem Sinn aufgeworfen, eine Pflanze „zum Tier“ zu machen, um ihr so eine besondere Identität zu verschaffen.
Thesen und Ergebnisse der Vertreter der Pflanzenneurobiologie fanden auch in populärwissenschaftlichen Medien Widerhall, wobei hier ebenfalls eine kritische Rezeption überwiegt.